# Skalní umění ve Středomořské pánvi na Pyrenejském poloostrově
Skupina více než 700 nalezišť prehistorického skalního umění ve Středomořské pánvi na Pyrenejském poloostrově, známého také jako levantinské umění, byla kolektivně prohlášena za památku světového dědictví UNESCO v roce 1998. Tato naleziště se nacházejí ve východní části Španělska a obsahují skalní umění datované do období mladého paleolitu nebo (pravděpodobněji) mezolitu doby kamenné. Umění se skládá z malých malovaných postav lidí a zvířat, které jsou nejvyspělejšími a nejrozšířenějšími dochovanými díly z tohoto období, a to jistě v Evropě a pravděpodobně i na celém světě, alespoň pokud jde o raná díla. Významné je množstvím zahrnutých lokalit, jde o největší koncentraci takového umění v Evropě. Název odkazuje na středomořskou oblast, nicméně zatímco některá naleziště se nacházejí poblíž moře, mnohá z nich leží ve vnitrozemí v Aragonii a Kastilii – La Mancha. Umění je také často označováno jako levantinské (což znamená „z východního Španělska“, nikoli z oblasti Levanty).

## Přehled
Pod ochranou UNESCA se nachází 758 lokatit v šesti španělských autonomních společenstvích.
- Valencie: 301 lokalit
  - Provincie Alicante: 130 lokalit
  - Provincie Castellón: 102 lokalit
  - Provincie Valencia: 69 lokalit

- Aragonie: 132 lokalit
  - Provincie Teruel: 67 lokalit
  - Provincie Huesca: 47 lokalit
  - Provincie Zaragoza: 18 lokalit

- Kastilie-La Mancha: 93 lokalit
  - Provincie Albacete: 79 lokalit
  - Provincie Cuenca: 12 lokalit
  - Provincie Guadalajara: 2 lokality

- Murcie: 72 lokalit

- Andalusie: 69 lokalit
  - Provincie Jaén: 42 lokalit
  - Provincie Almería: 25 lokalit
  - Provincie Granada: 2 lokality

- Katalánsko: 60 Lokalit
  - Provincie Tarragona: 39 lokalit
  - Provincie Lleida: 16 lokalit
  - Provincie Barcelona: 5 lokalit